# Geraesta hirta
Geraesta hirta är en spindelart som beskrevs av Simon 1889. Geraesta hirta ingår i släktet Geraesta och familjen krabbspindlar.
Artens utbredningsområde är Madagaskar. Inga underarter finns listade i Catalogue of Life.